# إيه (يخت شراعي)
إيه هو يخت شراعي من تصميم فيليب ستارك ومملوك من قبل رجل الأعمال الروسي أندريه ميلينشينكو.